# Firavahana
Firavahana è una città e comune del Madagascar situata nel distretto di Fenoarivobe, regione di Bongolava. 
La popolazione del comune rilevata nel censimento 2001 era pari a 35 084 unità.